# Маскаренські сови
Маскаренські сови — група хижих птахів родини совових (Strigidae), що мешкали на островах Індійського океану. Група включає три види, що існували в історичний час і вимерли після прибуття на острови європейців. Причиною їхнього вимирання було знищення природного середовища і хижацтво з боку інтродукованих видів тварин.

## Таксономія
До 2018 року їх відносили до окремого роду Mascarenotus, який був окреслений у 1994 році французькими дослідниками Сесіль Муре-Шув'єрі, Роже Буром, Франсуа Муту та Сонею Рібес-Бодомулен. Проте дослідження, опубліковане в 2018 році Джуліаном П. Г'юмом та його колегами, показало, що маскаренські сови були тісно пов'язані з сплюшками (Otus) із західної частини Індійського океану. Вони походять від лінії O. sunia і мають спільних предків з совами, які мешкають на Мадагаскарі та Коморських островах. Причому у роді Otus ця група видів не є монофілетичною. Ймовірно, види розвинули ту саму морфологію в паралельній еволюції. Наприклад, родригійська сплюшка утворює зовнішню групу до клади, що містить маврикійську, мадагаскарську та магейську сплюшки.

## Поширення
Кожний вид траплявся на певному острові: Реюньйон, Родригес, Маврикій.

## Види
- Сплюшка реюньйонська (Otus grucheti, Mourer-Chauviré, Bour, Moutou & Ribes, 1994) — Реюньйон, вимерла бл. 1700 р.
- Сплюшка родригійська (Otus murivorus, Milne-Edwards, 1873) — Родригес, вимерла між 1726 і 1761 роками.
- Сплюшка маврикійська (Otus sauzieri, Newton & Gadow, 1893) — Маврикій, вимерла приблизно у 1850-х роках.